# 安曇野市立豊科南中学校
安曇野市立豊科南中学校（あづみのしりつ とよしなみなみちゅうがっこう）は、長野県安曇野市豊科にある市立の中学校。
長野県立こども病院に隣接し、同病院に院内学級（瑞穂学級）を置いている。その生徒の詩に曲をつけたものが『大切なあなたへの贈りもの第1集 命のうた・生きるうた』に8曲収録されている。

## 沿革
- 1951年（昭和26年） - 旧豊科町と南穂高村の学校組合による組合立豊穂中学校を設置[2]。
- 1952年（昭和27年） - 上川手村が加入[2]。
- 1953年（昭和28年） - .高家村が加入[2]。
- 1955年（昭和30年） - 豊科町立豊科中学校となる。
- 1985年（昭和60年）4月2日 - 豊科中学校から、当校（豊科町立豊科南中学校）と豊科町立豊科北中学校の2校が分離開校。豊科中学校の跡地は1992年に豊科近代美術館に。
- 2005年（平成17年）10月1日 - 豊科町立豊科南中学校から安曇野市立豊科南中学校に改称。

## 教育方針

### 学校目標
- 教わるものから 自ら学ぶものへ
- 一つを続けて 本物へ
- 心を開いて 深いまじわりへ

## 学区
- 安曇野市豊科、豊科高家のうち
  - 上鳥羽区、下鳥羽区、本村区、吉野区、真々部区、たつみ原区、飯田区、下飯田区、中曽根区、熊倉区の一部[3]

## 所在地・交通
長野県安曇野市豊科1487番地
- JR大糸線 南豊科駅より徒歩30分

## 備考
当校は、旧豊科中学校から分離して当校と豊科北中学校になった経緯から、旧豊科中学校校歌が両校の校歌になっている。